# S5-HVS1
S5-HVS1 — зоря спектрального класу A у сузір'ї Журавля. Перебуває приблизно за 9 кілопарсеків (29 ксв. р.) від Землі, рухається зі швидкістю 1 755 км/с (3 930 000 миля/год) відносно центру Чумацького Шляху. Станом на листопад 2019 року, вона була найшвидшою відомою зорею.
Вважається, що S5-HVS1 викинуло з Чумацького Шляху після взаємодії з надмасивною чорною дірою Стрілець А* в центрі галактики. Цілком можливо, що вона спочатку була частиною подвійної системи, яка була розірвана гравітацією надмасивної чорної діри. Якщо це справді так, то це перший приклад зорі, яка зазнала дії механізму Гіллза.
Відкриття зорі приписують Сергію Копосову, співробітнику університету Карнегі-Меллон в рамках огляду Southern Stellar Stream Spectroscopic Survey (S5). Позначення HVS1 (англ. hyper-velocity star) відносить об'єкт до класу надшвидких зір (зір-втікачів).